# 船舶地球局
船舶地球局（せんぱくちきゅうきょく）は、無線局の種別の一つである。

## 定義
電波法第6条第1項第4号ロに「船舶に開設する無線局であつて、人工衛星局の中継により無線通信を行うもの（実験等無線局及びアマチュア無線局を除く。）」と、総務省令電波法施行規則第4条第1項第20号の6に「法第6条第1項第4号に規定する船舶地球局」と規定している。
引用の促音の表記は原文ママ、「法」は電波法のこと
また、電波法施行規則第3条第2項第1号には海上移動衛星業務を「船舶地球局と海岸地球局との間又は船舶地球局相互間の衛星通信の業務」と定義している。

## 概要
インマルサットが開設する人工衛星局（インマルサット人工衛星局）を介し海岸地球局および他の船舶地球局と通信を行う。
地球局の一種であり、海上移動業務における船舶局に相当するものでもある。
船舶の無線局でもある。
（#免許も参照）
通信の相手方となる海岸地球局には地上の通信網との接続のための設備も併設されており、海運会社や海上保安庁と直接連絡がとれる。

## 免許
無線局の免許人として外国籍の者が原則として排除されることは、電波法第5条第1項に欠格事由として規定されているが、例外として第2項に
- 第3号　船舶の無線局（船舶に開設する無線局のうち、電気通信業務（電気通信事業法 （昭和59年法律第86号）第2条第6号の電気通信業務をいう。以下同じ。）を行うことを目的とするもの以外のもの（実験等無線局及びアマチュア無線局を除く。）をいう。以下同じ。）であつて、船舶安全法 （昭和8年法律第11号）第29条の7に規定する船舶に開設するもの
- 第8号　電気通信業務を行うことを目的として開設する無線局

があり、外国人や外国の会社・団体でも船舶地球局を開設できる。 
引用の促音の表記は原文ママ
種別コードはTG。
有効期間は免許の日から5年。但し当初に限り有効期限は4年をこえて5年以内の1月31日

となる。
用途
従前の定義において、用途が電気通信業務のみとされていたため、これ用が殆どである。
電波の型式及び周波数
インマルサット人工衛星局の中継により海岸地球局と通信を行う船舶地球局は、電波法施行規則第12条第6項およびこれに基づく告示

により、次の電波を送り、及び受けることができなければならない
| 無線設備          | 送信電波の型式及び周波数 | 受信電波の型式及び周波数 |
| ----------------- | --- | --- |
| インマルサットC型 | G1D電波及びG1B電波1,626.500MHzから1,646.500MHzまでの周波数帯において総合通信局長（沖縄総合通信事務所長を含む、以下同じ。）が指示する周波数 | G1B電波1,537.100MHz、1,537.700MHz、1,541.450MHz 上記以外のG1D電波及びG1B電波1,530.000MHzから1,545.000MHzまでの周波数帯において総合通信局長が指示する周波数 |
| インマルサットB型 | G1B電波、G1C電波又はG1E電波1,626.520MHzから1,646.480MHzまでの周波数帯において総合通信局長が指示する周波数                                  | G1B電波、G1C電波又はG1E電波1,530.010MHzから1,544.980MHzまでの周波数帯において総合通信局長が指示する周波数                                                  |
| インマルサットM型 | G1B電波、G1C電波又はG1E電波1,626.500MHzから1,646.500MHzまでの周波数帯において総合通信局長が指示する周波数                                  | G1B電波、G1C電波又はG1E電波1,530.000MHzから1,545.000MHzまでの周波数帯において総合通信局長が指示する周波数                                                  |

無線局免許状の備付け
電波法施行規則第38条第1項により無線局免許状は無線局に備え付けるものとされ、同条第2項により主たる送信装置のある場所の見やすい箇所に掲げておかなければならない。ただし、掲示を困難とするものについては、その限りで無い。

### 旧技術基準の機器の使用
無線設備規則のスプリアス発射等の強度の許容値に関する技術基準改正

により、旧技術基準に基づく無線設備が免許されるのは「平成29年11月30日」まで
、
使用は「平成34年11月30日」まで

とされた。
対象となるのは、
- 「平成17年11月30日」[6]までに製造された機器または認証された適合表示無線設備
- 経過措置として、旧技術基準により「平成19年11月30日」までに製造された機器[7]または認証された適合表示無線設備[8]

である。
新規免許は「平成29年12月1日」以降はできないが、使用期限はコロナ禍により「当分の間」延期された。
詳細は無線局#旧技術基準の機器の使用を参照。

## 運用
無線局運用規則第3章 海上移動業務、海上移動衛星業務及び海上無線航行業務の無線局の運用による。
電波法第65条、無線局運用規則第42条第2号及び第43条の2第2項並びにこれらに基づく告示

により、船舶地球局はその無線設備に応じて、常時、次の周波数を聴守しなければならない。
| 無線設備          | 周波数 |
| ----------------- | --- |
| インマルサットC型 | 1,537.100MHz、1,537.700MHz、1,541.450MHz |
| インマルサットB型 | 1,538.080MHz、1,538.120MHz、1,538.180MHz、1,538.220MHz、1,538.230MHz、1,538.240MHz、1,538.250MHz、1,538.260MHz、1,541.340MHz、1,541.360MHz、1,541.370MHz、1,541.380MHz、1,541.440MHz、1,541.460MHz、1,541.470MHz、1,541.480MHzのうち通信網管理機能を有する海岸地球局によって、自動的に選択される周波数 |
| インマルサットM型 | 1,537.470MHz、1,537.580MHz、1,537.930MHz、1,537.970MHz、1,538.080MHz、1,538.120MHz、1,538.180MHz、1,538.220MHz、1,538.230MHz、1,538.240MHz、1,53.250MHz、1,538.260MHz、1,538.270MHz、1,538.430MHz、1,538.440MHz、1,538.450MHz、1,541.320MHz、1,541.330MHz、1,541.340MHz、1,541.350MHz、1,541.360MHz、1,541.370MHz、1,541.380MHz、1,541.390MHz、1,541.400MHz、1,541.410MHz、1,541.420MHz、1,541.430MHz、1,541.440MHz、1,541.460MHz、1,541.470MHz、1,541.480MHzのうち通信網管理機能を有する海岸地球局によって、自動的に選択される周波数 |

## 操作
電波法施行規則第34条の2第1号により遭難通信、緊急通信又は安全通信の通信操作は、無線従事者でなければ行ってはならないとされるので、最低でも第一級海上特殊無線技士による管理を必要とするのが原則である。
更に義務船舶局のある船舶に併設する船舶地球局で総務省令に規定するものは、無線従事者のみではなく船舶局無線従事者証明も取得していなければならない。
無線従事者を必要としないのは次の場合である。
電波法施行規則第33条の無線従事者を不要とする「簡易な操作」
- 第5号(3)　無線設備の連絡の設定及び終了（自動装置により行われるものを除く。）に関する通信操作以外の通信操作で無線従事者の管理の下に行うもの
- 第8号　その他に別に告示するものに基づく告示[13]に定めるプレストーク方式による無線電話の送受切替装置の技術操作

電波法施行規則第33条の2の「無線設備の操作の特例」
- 第1項第1号　外国にある船舶地球局において無線従事者を得ることができない場合、その船舶が日本国内の目的地に到着するまでの間に次の表の左欄に掲げる国際電気通信連合憲章に規定する無線通信規則第47条の規定により外国政府が発給した証明書を有する者が、それぞれ同表の右欄に掲げる資格の無線従事者の操作の範囲に属する無線設備の操作を行うことができる。

| 無線通信士一般証明書又は第一級無線電信通信士証明書を有する者 | 第一級総合無線通信士   |
| 第二級無線電信通信士証明書を有する者                         | 第二級総合無線通信士   |
| 無線電信通信士特別証明書を有する者                           | 第三級総合無線通信士   |
| 第一級無線電子証明書を有する者                               | 第一級海上無線通信士   |
| 第二級無線電子証明書を有する者                               | 第二級海上無線通信士   |
| 一般無線通信士証明書を有する者                               | 第三級海上無線通信士   |
| 無線電話通信士一般証明書を有する者                           | 第四級海上無線通信士   |
| 制限無線通信士証明書を有する者                               | 第一級海上特殊無線技士 |

## 検査
- 落成検査は、旅客船及び電波法第103条の2第14項に規定するもの以外の船舶地球局は登録検査等事業者等による点検が可能で、この結果に基づき一部省略される。
- 定期検査は、電波法施行規則別表第5号第23号により周期は

(1)　第28条の2第1項の船舶地球局（義務船舶局等）の船舶地球局であつて、旅客船又は国際航海に従事する船舶(旅客船を除く。)に開設するもの　1年

(2)　船舶自動識別装置の無線設備のみを設置するもの　3年
(3)　(1)に及び(2)該当しないもの　2年
　引用の促音の表記は原文ママ
旅客船及び電波法第103条の2第14項に規定するもの以外の船舶地球局は登録検査等事業者等による点検が可能で、この結果に基づき一部省略される。
- 変更検査は、落成検査と同様である。

## 沿革
1989年（平成元年）
- 電波法に船舶地球局が「電気通信業務を行うことを目的として船舶に開設する無線局であつて、人工衛星局の中継により無線通信を行うもの」と規定、また海岸地球局も規定[14]
- 電波法施行規則に船舶地球局、海岸地球局、海上移動衛星業務が定義[15]

引用の促音の表記は原文ママ
1993年（平成5年）
- 電波利用料制度化、電波法別表第6第5項の「自動車、船舶その他の移動するものに開設し、又は携帯して使用するために開設する無線局であって、人工衛星局の中継により無線通信を行うもの」が適用
- 毎年一定の告示[16]で定める日が免許の有効期限に[17]
  - 以後、免許の有効期限は免許の日から4年を超えて5年以内の1月31日までとなる。

1998年（平成10年）- 外国籍の1,212
者が電気通信事業用の船舶地球局を開設できることに
1999年（平成11年）- 船舶の無線局が規定され、外国籍の者が電気通信事業用以外でも一部の船舶に船舶地球局を開設できることに
2017年（平成29年）- 電波法での定義が現行のものに
- 用途が電気通信業務に限定されたものではなくなった。

2022年（令和4年）- 外国籍の者が船舶地球局を開設できることに
| 年度         | 総数  | 電気通信業務 | 一般業務 | 出典                 | 出典                           |
| ------------ | ----- | ------------ | -------- | -------------------- | ------------------------------ |
| 平成11年度末 | 1,212 | 1,211        | -        | 地域・局種別無線局数 | 平成11年度第4四半期末          |
| 平成12年度末 | 1,505 | 1,504        | -        | 地域・局種別無線局数 | 平成12年度第4四半期末          |
| 平成13年度末 | 1,493 | 1,493        | -        | 用途別無線局数       | H13 用途・業務・免許人・局種別 |
| 平成14年度末 | 1,445 | 1,445        | -        | 用途別無線局数       | H14 用途・局種別無線局数       |
| 平成15年度末 | 1,375 | 1,375        | -        | 用途別無線局数       | H15 用途・局種別無線局数       |
| 平成16年度末 | 1,309 | 1,309        | -        | 用途別無線局数       | H16 用途・局種別無線局数       |
| 平成17年度末 | 1,247 | 1,247        | -        | 用途別無線局数       | H17 用途・局種別無線局数       |
| 平成18年度末 | 1,182 | 1,182        | -        | 用途別無線局数       | H18 用途・局種別無線局数       |
| 平成19年度末 | 1,093 | 1,093        | -        | 用途別無線局数       | H19 用途・局種別無線局数       |
| 平成20年度末 | 1,059 | 1,059        | -        | 用途別無線局数       | H20 用途・局種別無線局数       |
| 平成21年度末 | 958   | 958          | -        | 用途別無線局数       | H21 用途・局種別無線局数       |
| 平成22年度末 | 942   | 942          | -        | 用途別無線局数       | H22 用途・局種別無線局数       |
| 平成23年度末 | 901   | 901          | -        | 用途別無線局数       | H23 用途・局種別無線局数       |
| 平成24年度末 | 905   | 905          | -        | 用途別無線局数       | H24 用途・局種別無線局数       |
| 平成25年度末 | 897   | 897          | -        | 用途別無線局数       | H25 用途・局種別無線局数       |
| 平成26年度末 | 878   | 876          | -        | 用途別無線局数       | H26 用途・局種別無線局数       |
| 平成27年度末 | 874   | 872          | 2        | 用途別無線局数       | H27 用途・局種別無線局数       |
| 平成28年度末 | 887   | 885          | 2        | 用途別無線局数       | H28 用途・局種別無線局数       |
| 平成29年度末 | 903   | 901          | 2        | 用途別無線局数       | H29 用途・局種別無線局数       |
| 平成30年度末 | 917   | 915          | 2        | 用途別無線局数       | H30 用途・局種別無線局数       |
| 令和元年度末 | 941   | 939          | 2        | 用途別無線局数       | R01 用途・局種別無線局数       |
| 令和2年度末  | 940   | 938          | 2        | 用途別無線局数       | R02 用途・局種別無線局数       |
| 令和3年度末  | 949   | 947          | 2        | 用途別無線局数       | R03 用途・局種別無線局数       |
| 令和4年度末  | 992   | 990          | 2        | 用途別無線局数       | R04 用途・局種別無線局数       |
| 令和5年度末  | 992   | 990          | 2        | 用途別無線局数       | R05 用途・局種別無線局数       |